# قائمة مؤتمرات الحرب العالمية الثانية
فيما يلي قائمة مؤتمرات الحرب العالمية الثانية التي عقدتها حلفاء الحرب العالمية الثانية، لمراجعة التفاصيل التاريخية، راجع التاربخ الدبلوماسي للحرب العالمية الثانية.
| المؤتمر (الاسم الحركي)                          | المكان                                   | الفترة                         | أبرز الحضور                                                                                       | أهم النتائج |
| مؤتمر هيئة الأركان الأمريكية-البريطانية (ABC-1) | واشنطن الولايات المتحدة                  | 29 يناير - 27 مارس 1941        | أعضاء هيئات الأركان الأمريكية والبريطانية والكندية                                                | - الاتفاق على الخطة الأساسية لاشتراك الولايات المتحدة في الحرب |
| ميثاق الأطلسي (RIVIERA)                         | أرجنتيا، نيوفاوندلاند كندا               | 9 أغسطس - 12 أغسطس 1941        | ونستون تشرشل، فرانكلين روزفلت، هاري هوبكنز                                                        | - ميثاق الأطلسي - طرح فكرة مؤتمر لدعم الاتحاد السوفيتي |
| مؤتمر موسكو الأول                               | موسكو الاتحاد السوفيتي                   | 29 سبتمبر - 1 أكتوبر 1941      | ستالين، هاريمان، بيفربرووك، مولوتوف                                                               | - دعم الحلفاء للاتحاد السوفيتي |
| مؤتمر واشنطن الأول (ARCADIA)                    | واشنطن الولايات المتحدة                  | 22 ديسمبر 1941 - 14 يناير 1942 | تشرشل، روزفلت                                                                                     | - أوروبا أولا - إعلان الأمم المتحدة |
| مؤتمر واشنطن الثاني                             | واشنطن الولايات المتحدة                  | 20 يونيو - 25 يونيو 1942       | تشرشل، روزفلت                                                                                     | - إعطاء الأولوية لفتح جبهة قتال ثانية في شمال لإفريقيا على عبور بحر المانش                                                                                               |
| مؤتمر موسكو الثاني                              | موسكو الاتحاد السوفيتي                   | 12 أغسطس - 17 أغسطس 1942       | ستالين، تشرشل، هاريمان                                                                            | - توضيح أسباب تفضيل فتح جبهة قتال ثانية في شمال أفريقيا على عبور بحر المانش - توقيع الاتفاقية الأنغلو-سوفيتية لتبادل المعلومات والتكنولوجيا                              |
| مؤتمر شرشال                                     | شرشال الجزائر الفرنسية                   | 21 أكتوبر - 22 أكتوبر 1942     | الجنرال كلارك ووفد عسكري من فرنسا الفيشية يتقدمه الجنرال ماست                                     | - مؤتمر سرّي قبل البدء في تنفيذ عملية الشعلة - تعهّد بعض ضُباط نظام فيشي بعدم مقاومة عمليات الإنزال في الجزائر والمغرب                                                      |
| مؤتمر الدار البيضاء (SYMBOL)                    | الدار البيضاء المغرب الفرنسي             | 14 يناير - 24 يناير 1943       | تشرشل، روزفلت، شاريل ديغول، هنري غيرو                                                             | - التخطيط للحملة الإيطالية وعبور بحر المانش بحلول عام 1944 - إعلان ضرورة استسلام دول المحور استسلامًا غير مشروط لإنهاء الحرب - السعي لتوحيد الصّف الفرنسي في الجزائر ولندن |
| مؤتمر واشنطن الثالث (TRIDENT)                   | واشنطن الولايات المتحدة                  | 12 مايو - 27 مايو 1943         | تشرشل، روزفلت، مارشال                                                                             | - التخطيط للحملة الإيطالية - زيادة وتيرة الغارات الجوّية ضد ألمانيا - تصعيد العمليات على المسرح الباسيفيكي                                                                |
| مؤتمر كيبك الأول (QUADRANT)                     | كيبك كندا                                | 17 أغسطس - 24 أغسطس 1943       | تشرشل، روزفلت، كينغ                                                                               | - تحديد يوم الإنزال ليكون خلال عام 1944 - الاعتراف بقيادة جنوب شرق آسيا - توقيع اتفاقية كيبك السرّية للحد من تبادل المعلومات النووية                                      |
| مؤتمر موسكو الثالث                              | موسكو الاتحاد السوفيتي                   | 18 أكتوبر - 1 نوفمبر 1943      | ستالين، مولوتوف، إيدن، هل، فو                                                                     | - إعلان موسكو |
| مؤتمر القاهرة الأول (SEXTANT)                   | القاهرة المملكة المصرية                  | 23 نوفمبر - 26 نوفمبر 1943     | تشرشل، روزفلت، شيانج كاي شيك                                                                      | - إعلان القاهرة بخصوص آسيا ما بعد الحرب |
| مؤتمر طهران (EUREKA)                            | طهران مملكة إيران                        | 28 نوفمبر - 1 ديسمبر 1943      | ستالين، تشرشل، روزفلت                                                                             | - اللقاء الأوّل بين الثلاثة الكبار - اعتماد الاستراتيجية النهائية للحرب على ألمانيا النازية - تحديد موعد عملية أوفرلورد                                                   |
| مؤتمر القاهرة الثاني (SEXTANT)                  | القاهرة المملكة المصرية                  | 4 ديسمبر - 6 ديسمبر 1943       | تشرشل، روزفلت، إينونو                                                                             | - بحث استكمال إنشاء القواعد الجوّية التابعة للحلفاء في تركيا - تأجيل عملية أناكين ضد الإمبراطورية اليابانية في بورما                                                      |
| مؤتمر رؤساء وزارء الكومنولث                     | لندن بريطانيا العظمى                     | 1 مايو - 16 مايو 1944          | تشرشل، كيرتن (أستراليا)، فريجر (نيوزيلندا)، ويليام ليون ماكينزي كينغ (كندا)، سموتس (جنوب إفريقيا) | تأييد رؤساء وزراء دول الكومنولث لاتفاقية موسكو وتعهّد كل منهم بالمشاركة في المجهود الحربي لدول الحلفاء                                                                    |
| مؤتمر بريتون وودز                               | بريتون وودز، نيوهامبشير الولايات المتحدة | 1 يوليو - 15 يوليو 1944        | ممثلون عن 44 دولة                                                                                 | - تأسيس صندوق النقد الدولي - تأسيس البنك الدولي للإنشاء والتعمير |
| مؤتمر دومبارتون أوكس                            | واشنطن الولايات المتحدة                  | 21 أغسطس - 29 أغسطس 1944       | ألكسندر كادوغان، أندريه جروميكو، ستيتنيوس، كو                                                     | - الاتفاق على تأسيس الأمم المتحدة |
| مؤتمر كيبك الثاني (OCTAGON)                     | كيبك كندا                                | 12 سبتمبر - 16 سبتمبر 1944     | تشرشل، روزفلت                                                                                     | - خطة مورغنثاو بشأن ألمانيا ما بعد الحرب - خطط عسكرية أخرى - اتفاقية هايد بارك                                                                                           |
| مؤتمر موسكو الرابع (TOLSTOY)                    | موسكو الاتحاد السوفيتي                   | 9 أكتوبر - 19 أكتوبر 1944      | ستالين، مولوتوف، تشرشل، إيدن                                                                      | - اتفاقية النسب الخاصة بتقسيم مناطق النفوذ في أوروبا الشرقية وشبه جزيرة البلقان                                                                                          |
| مؤتمر مالطا (ARGONAUT & CRICKET)                | فلوريانا مستعمرة مالطا                   | 30 يناير - 2 فبراير 1945       | تشرشل، روزفلت                                                                                     | - التحضير لمؤتمر يالطا |
| مؤتمر يالطا (ARGONAUT & MAGNETO)                | يالطا الاتحاد السوفيتي                   | 4 فبراير - 11 فبراير 1945      | ستالين، تشرشل، روزفلت                                                                             | - الخطط الأخيرة لهزيمة ألمانيا - التخطيط لأوروبا ما بعد الحرب - تحديد موعد لعقد المؤتمر التأسيسي للأمم المتحدة - تحدبد شروط الاتحاد السوفيتي لإعلان الحرب على اليابان    |
| مؤتمر الأمم المتحدة المعني بالمنظمة الدولية     | سان فرانسيسكو الولايات المتحدة           | 25 إبريل - 26 إبريل 1945       | ممثلون عن 50 دولة                                                                                 | - ميثاق الأمم المتحدة |
| مؤتمر بوتسدام (TERMINAL)                        | بوتسدام ألمانيا المُحتلّة                  | 17 يوليو - 2 أغسطس 1945        | ستالين، تشرشل، هاري ترومان، أتلي                                                                  | - إعلان بوتسدام بشأن الاستسلام الياباني غير المشروط - اتفاقية بوتسدام المعنية بالسيايات المستقبلية بشأن ألمانيا                                                          |

## معرض الصور

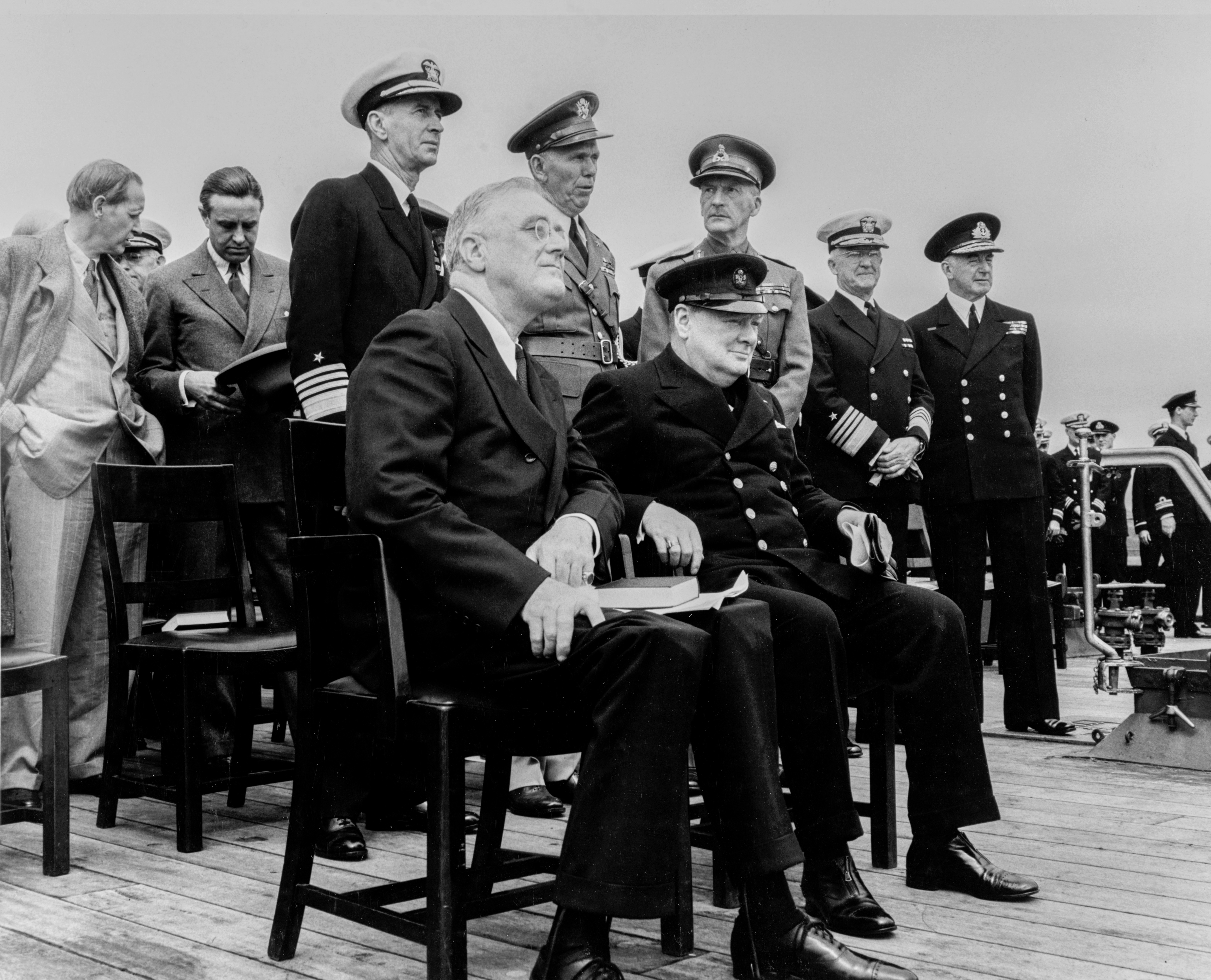
ميثاق الأطلسي، أرجنتيا، نيوفاوندلاند، 1941
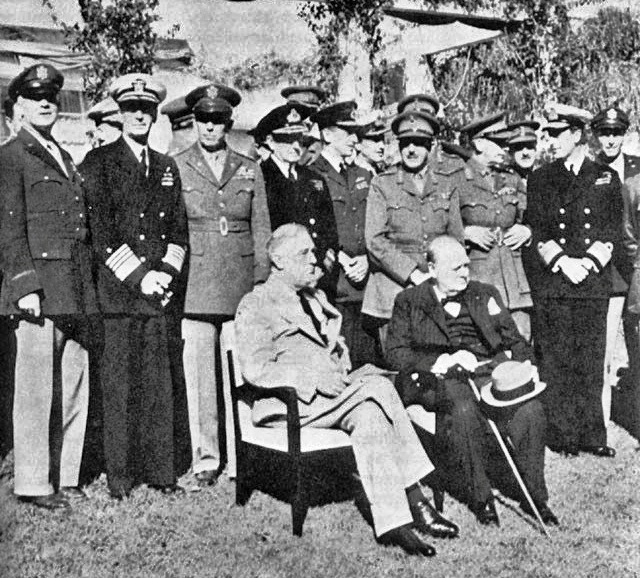
مؤتمر الدار البيضاء، الدار البيضاء، المغرب الفرنسي 1943
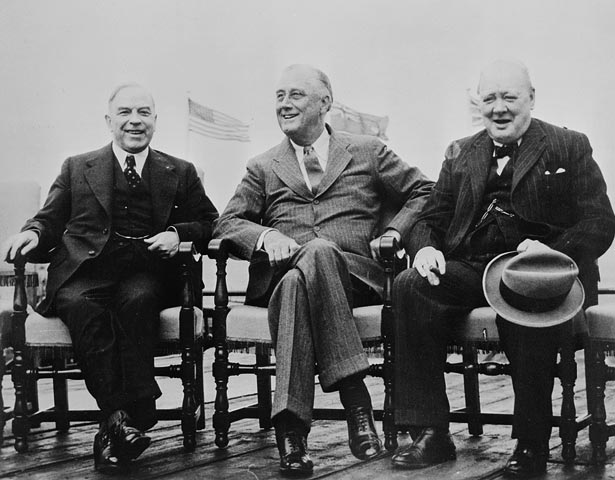
مؤتمر كيبك الأوّل، مدينة كيبك، كندا، 1943
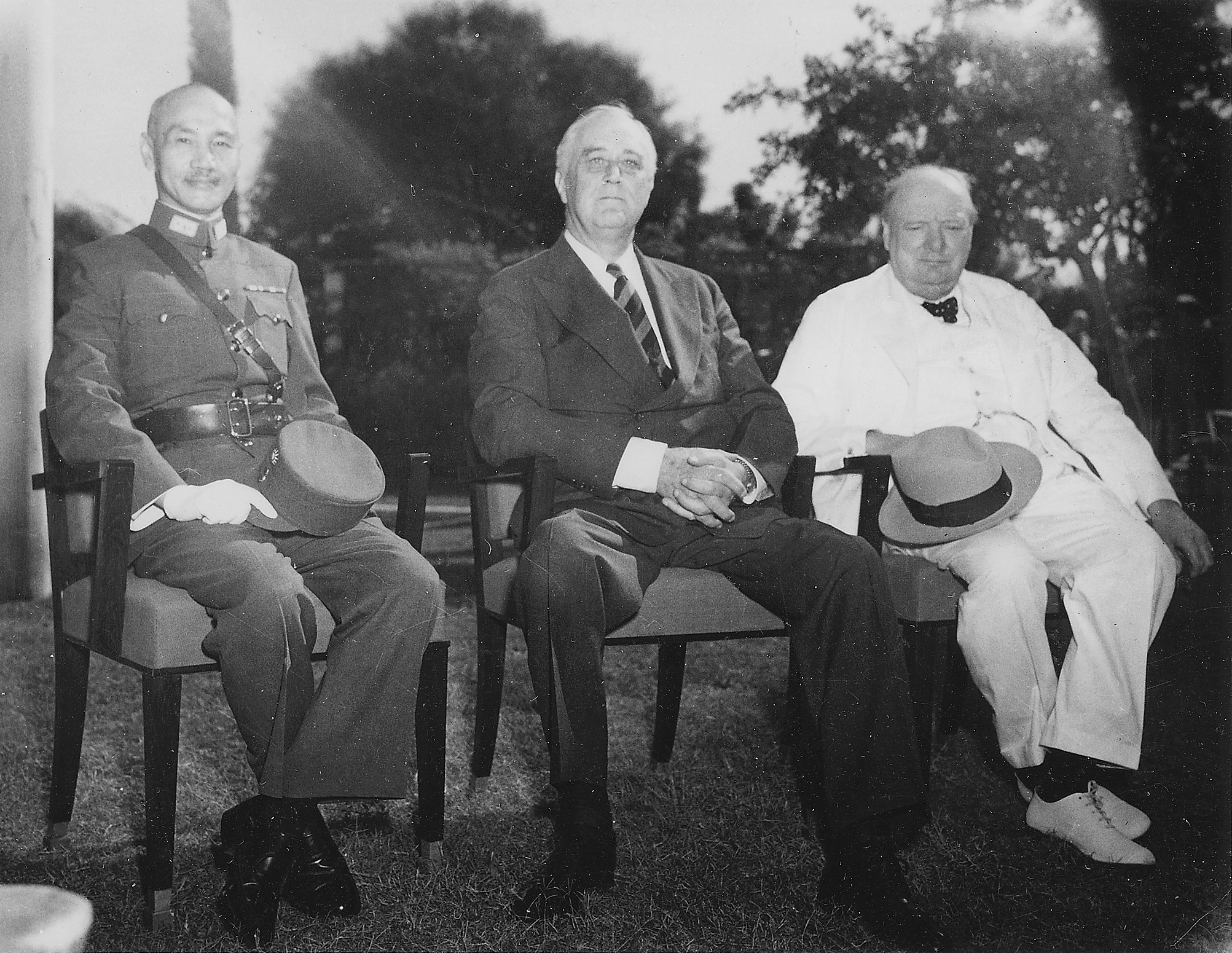
مؤتمر القاهرة الأوّل، القاهرة، المملكة المصرية، 1943
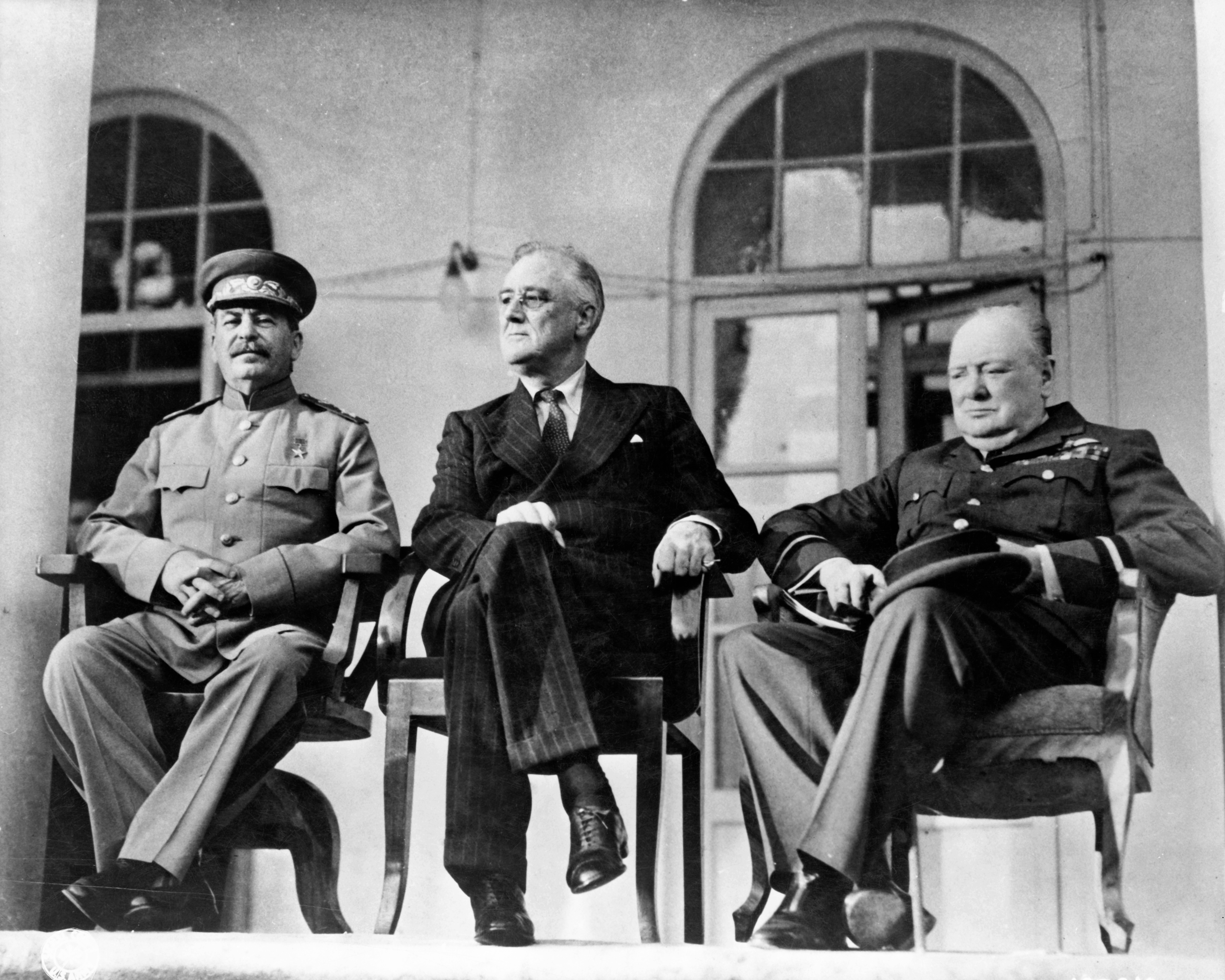
مؤتمر طهران، طهران، مملكة إيران، 1943
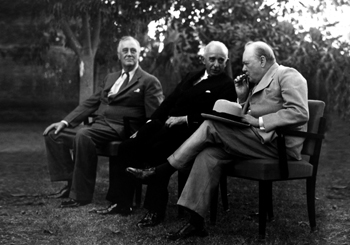
مؤتمر القاهرة الثاني، القاهرة، المملكة المصريية، 1943
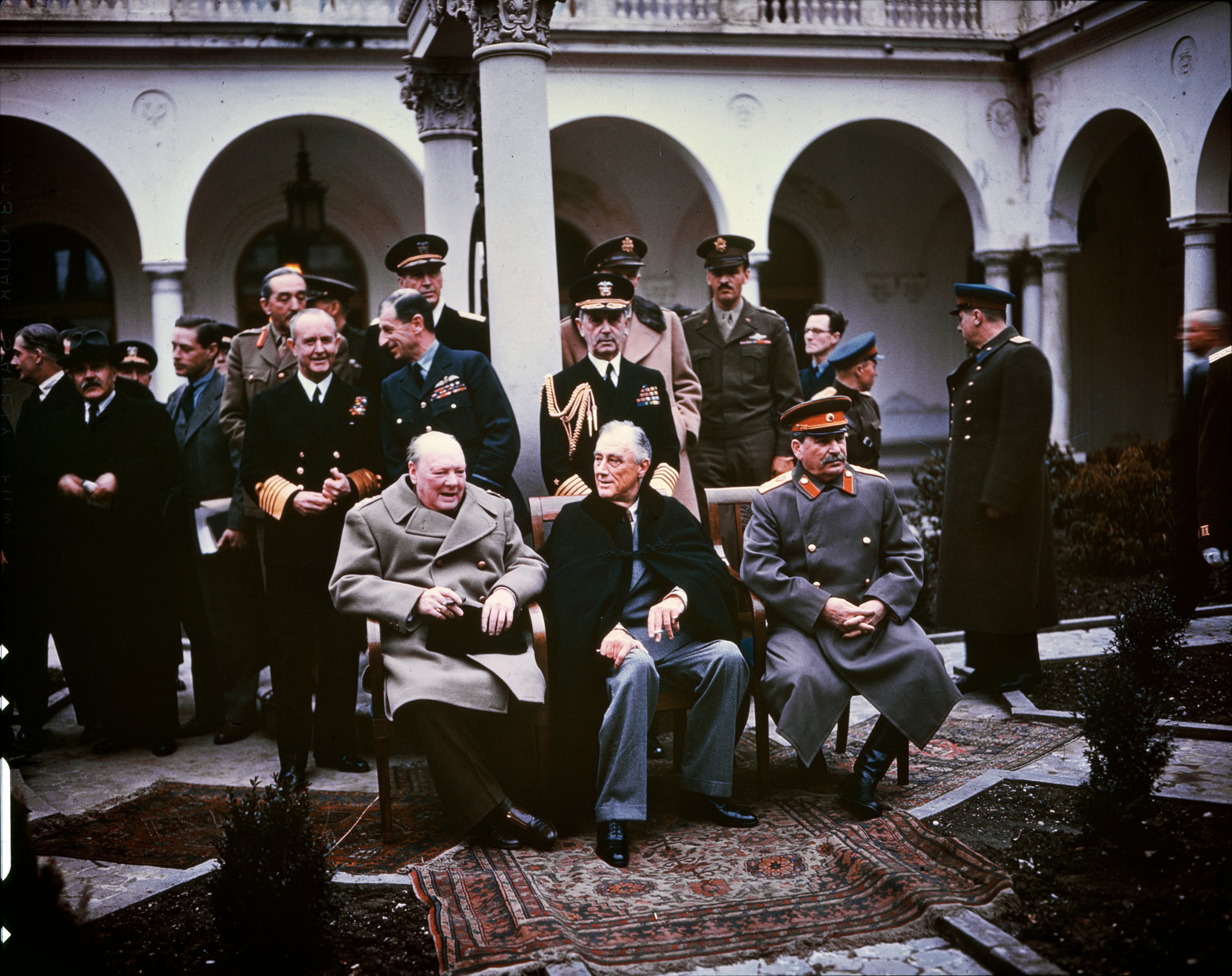
مؤتمر يالطا، يالطا، الاتحاد السوفيتي، 1945
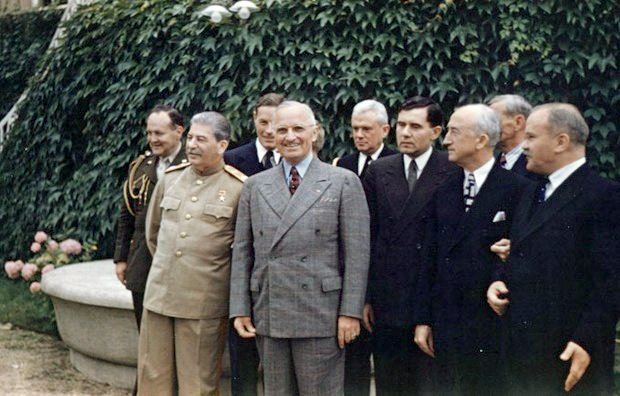
مؤتمر بوتسدام، بوتسدام، ألمانيا المُحتلّة، 1945